# Drosera biflora
Drosera biflora är en sileshårsväxtart som beskrevs av Carl Ludwig von Willdenow, Johann Jakob Roemer och Schult.. Drosera biflora ingår i släktet sileshår, och familjen sileshårsväxter.
Artens utbredningsområde är Venezuela. Inga underarter finns listade i Catalogue of Life.